# Guinni Kôma
Guinni Kôma är en ö i Djibouti. Den ligger i den centrala delen av landet, 70 km väster om huvudstaden Djibouti. Arean är 0,56 kvadratkilometer.
Terrängen på Guinni Kôma är platt. Öns högsta punkt är 149 meter över havet. Den sträcker sig 0,7 kilometer i nord-sydlig riktning, och 1,0 kilometer i öst-västlig riktning.  Trakten runt Guinni Kôma är ofruktbar med lite eller ingen växtlighet.